# Gustaf Oxenstierna (1626–1693)
Gustaf Oxenstierna af Korsholm och Wasa, född den 16 mars 1626 på Mörby slott, död den 18 november 1693 i Stockholm var en svensk greve, riksråd och militär.

## Biografi
Gustaf Oxenstierna föddes på Mörby slott som son till Gabriel Bengtsson Oxenstierna och hans hustru Anna Banér. Han var bror till Gabriel och Bengt Oxenstierna och nio andra syskon. Efter fullbordade studier företog han med sin bror Bengt 1646–1648 en utrikes resa. Efter hemkomsten infördes han vid drottning Kristinas hov och utnämndes 1653 till hennes överkammarherre. Han intresse låg dock mera åt att få bli militär, och Karl X Gustav förordnade honom istället till överste för Hälsinge regemente och därefter för artilleriet. Han följde som sådan kungen under hans fälttåg i Polen, Tyskland och Danmark, och befordrades 1657 till generalmajor. 1668 utnämndes han av förmyndarstyrelsen till rikstygmästare. Efter att vid 1672 ha varit lantmarskalk utsågs han 1673 till riksråd och krigsråd. I juni 1673 sändes han med några andra som fullmyndig legat till ryska hovet i Moskva för att meddela Karl XI:s tillträde till regeringen och förnya vänskapsförbundet mellan Sverige och Ryssland. Vid sin återkomst 1674 utsågs han att under Krister Horns frånvara föra högsta befälet över krigsmakten och under danska kriget 1675–1677 hade han ansvaret för försvarsanstalterna i Södermanland. 1678 förordnades han till lagman i Karelens lagsaga.

### Familj
Gustaf Oxenstierna gifte sig 1665 med drottning Kristinas hovjungfru Augusta Maria Babezin (1641–1675). Efter hennes död gifte han 1679 om sig med friherrinnan Barbro Cruus af Edeby (1643–). I första äktenskapet föddes barnen Hedvig Eleonora (1666–), Anna Augusta (1670–1755), gift med sin styvbror Axel Sparre, Gabriel (1672–1711), överstelöjtnant, död i fångenskap i Moskva, och Gustaf (1675–1723), generalmajor och gift med friherrinnan Christina Kurck.